# Pseudosolanderia sagamina
Pseudosolanderia sagamina är en nässeldjursart som först beskrevs av Hirohito 1988.  Pseudosolanderia sagamina ingår i släktet Pseudosolanderia och familjen Teissieridae. Inga underarter finns listade i Catalogue of Life.